# Districte de Ganjam
El districte de Ganjam és una divisió administrativa d'Orissa a la frontera amb Andhra Pradesh. La superfície és de 8.070 km² i la població de 2.704.056 (2001). La principal ciutat és Berhampur però la capital és Chhatrapur.

## Geografia
Té costa a la badia de Bengala amb nombroses platges entre les quals Gopalpur, destacada destinació turística. Els rius principals són el Rushikulya, Dhanei, Bahuda, Vamsadhara, Langulya, i Ghoda Hada. A la part oriental hi ha l'important llac Chilka o Chilika.

## Administració
Administrativament està formada per tres subdivisions: Chhatrapur, Berhampur i Bhanjanagar (Russellkonda), i 14 tahsils
- Chatrapur.
- Khallikote.
- Kodala.
- Purushottampur.
- Hinjili.
- Bhanjanagar.
- Aska.
- Surada
- Buguda.
- Berhampur.
- Chikiti.
- Patrapur.
- Kanisi.
- Digapahandi.

Té a més a més 22 blocks:
- Chhatrapur.
- Ganjam.
- Khallikote.
- Beguniapada.
- Polosora.
- Purushottampur.
- K.S. Nagar.
- Hinjilicut.
- Rangeilunda.
- Kukudakhandi.
- Digapahandi.
- Sanakhemundi.
- Chikiti.
- Patrapur.
- Bhanjanagar.
- Bellaguntha.
- Buguda.
- J. N. Prasad.
- Aska.
- Dharakote.
- Soroda.
- Sheragada.

## Ciutats destacades
Brahmapur, Hinjilicut, Chhatrapur, Aska, Jagannath Prasad, Bellaguntha, Sorada, Buguda, Polasara, Kalamba, Kodala, Khalikote, Dharakot, Ganjam, Kabisuryanagar, Purusottampur, Bhanjanagar, Digapahandi, Kukudakhandi, Chikitigarh, Patrapur, Sanakhemundi, Sergarh Makarjhola.

## Llocs destacats
- Jaugada, antic fort.

## Història
El 260 aC fou dominat pel rei gupta Asoka i després va passar als reis Satavahana de Vengi, tots budistes. Un edicte d'Asoka s'ha trobat a Jaugada. Els andhres foren expulsats al segle iii i van dominar la zona els reis Ganga de Kalinga, i no estan clars els contactes i conflictes amb els Chalukyes orientals de Vengi que en algun moment haurien governat sobre el sud de Ganjam.
Els Cola van conquerir Kalinga i Vengi vers el final del segle X o començament del XI i van dominar almenys sobre part de Ganjam; el rei Rajendra Cola I va deixar record de les seves victòries a les muntanyes Mahendragiri; fins a quin punt van dominar Kalinga no se sap; els Ganga foren feudataris al principi però després apareixen com a independents durant quatre segles. Van estendre els seus dominis al nord i sud i només van ser enderrocats per conflictes interns. Van seguir els Gajapati d'Orissa (segle XV), fundada per un ministre de l'antiga dinastia que va matar el seu senyor i va usurpar la corona, els descendents dels quals encara dominaven bona part del districte sota domini britànic fins al 1947 i fins i tot després.
Un atac musulmà des de Bengala no va tenir èxit (1568). El Gajapati foren poc després expulsats pels sultans de Golconda el 1571 i durant 180 anys el territori fou administrat des de Chicacole pels musulmans; el primer governador fou Sher Muhammad Khan amb títol de fawjar. Els musulmans van deixar poca empremta (només una mesquita a Chicacole). El 1687 Golconda va passar a l'Imperi Mogol sota Aurangzeb i els governadors de Chicacole foren nomenats subadars de Dècan. Formà llavors un sarkar (Chikakol) i el territori al sud del riu Rishikuliya fins a Kasibuga, fou anomenat província d'Ichapur. Successius fawjdars i naibs van governar el sarkar o circar de Chikakol fins al 1753.
Per serveis a dos dels subadars o nizams del Dècan, els francesos van obtenir el 1753 de Salabat Jang el circar (sarkar) de Chicacole, un dels cinc Circars del nord, que incloïa el districte de Ganjam, en pagament de l'equipament francès i dels auxiliars; el 1757 De Bussy, que era una mena d'agent a Hyderabad, va haver d'anar personalment als Circars del Nord per imposar l'orde i el va dominar fins a Gumsur al sud-oest, però el 1758 fou cridat per Lally, governador general a Pondicherry, per ajudar en el setge de Madras; quan Bussy va deixar Chicacole, Robert Clive hi va enviar al coronel Forde amb una força reunida a Bengala. Forde va derrotar el successor del general Bussy, i va conquerir Masulipatam, quarter dels francesos, el gener de 1759. El subadar o nizam de Dècan va canviar de bàndol i va signar un tractat amb Forbe acceptant impedir la penetració francesa als Circars i cedint els Circars del Nord als britànics. Els francesos van haver d'evacuar Ganjam i les seves factories al nord.
L'acord fou ratificar per l'emperador Shah Alam II el 12 d'agost de 1765, i un nou tractat amb el nizam Ali el 12 de novembre de 1766 va ratificar la cessió als britànics dels Circars del Nord. L'agost de 1768 Edward Cotsford va prendre possessió de Ganjam com a primer britànic resident i va fundar una factoria i un petit fort. Llavors era anomenada Província d'Ichapur i va ser governada per residents, caps de consell, i col·lectors. El 1802 el territori al sud del riu Pundi fins prop de Chicacole, va ser establert com a districte amb el nom de Ganjam i capital a Ganjam. El 1803 la divisió de Chicacole amb el zamindari de Parlakimedi, fou incorporada al districte. El 1804 els zamindaris foren confirmats en els seus dominis a perpetuïtat (però per impagament dels tributs o extincions de la nissaga alguns foren confiscats entre 1809 i 1850).
No obstant la zona de Ganjam va tardar a ser pacificada. Inicialment el districte estava format pel territori al sud del riu Pundi però estava dominat pels zamindars (molt nombrosos) que dominaven 34 forts i disposaven de 32.000 soldats irregulars; els zamindars lluitaven entre ells i sovint ocupaven viles que pertanyien al govern directe britànic, i moltes vegades refusaven el pagament del tribut fins que no se'ls obligava a la força (de fet era tradicional aquesta forma de pagar el tribut); nombroses expedicions van ser necessàries contra almenys quinze zamindars i tot i aconseguir els seus objectius immediats, no tenien efecte a llarg termini. Durant 19 anys (1813-1832) també hi va haver conflictes causats pels caps dels principats de la muntanya, anomenats bissoyis, que dominaven alguns pobles concedits pels zamindars a canvi de vigilar a les tribus muntanyeses dels savares de saquejar la plana; però aquestos caps no van aconseguir evitar les incursions dels savares i encara ells mateixos i van prendre part. El 1815 hi va haver una greu epidèmia que va matar a vint mil persones a la ciutat de Ganjam en tres anys. El 1816 uns quatre o cinc mil pindaris van entrar al districte des de Jeypore, cap al zamindari de Parla Kimedi, i des d'allí van cremar i saquejar arreu entre Ichapur i Ganjam. El 1819 els disturbis als zamindaris de Parla Kimedi i Mohirr van arribar a punts alts i el govern va enviar a Thackeray a Ganjam com a comissionat especial per trobar la manera de pacificar el país; va necessitar la presència d'un fort contingent militar per aconseguir alguna millora.
El 1832 finalment, George Russell, primer membre de la junta de recaptació (la ciutat de Rusellkonda, després Bhanjanagar, va agafar el nom d'aquest personatge) fou enviat contra els bissoyis; va proclamar la llei marcial, va capturar als caps bissoyis i els seus forts un darrere l'altra, va penjar a alguns i deportar a altres, portant la tranquil·litat al districte. El 1834-1835 es va portar a terme la campanya de Parla Kimedi amb el brigadier general Taylor al capdavant. Russell va dirigir les campanyes de Goomsur o Gumsur (1835-1836 i 1837), i en endavant els conflictes es van acabar. El 1836 es va nomenar al primer agents de Meriah, per posar fi a la pràctica dels sacrificis humans (meriah) entre els khonds i per una llei de 1839 el col·lector de Ganjam sota el títol d'agent del governador va rebre poders especial sobre les terres de muntanya i els seus habitants. L'Agència Meriah va durar fins al 1861 quan fou abolida després d'aconseguir exterminar la pràctica dels sacrificis humans. Una revolta dels khonds el 1865 fou aplanada fàcilment.
El districte sencer tenia 8 ciutats i 6.145 pobles encara que els pobles als Maliahs eren quasi tots de menys de 200 habitants. La superfície era de 21.683 km² i la població de:
- 1.520.088 el 1871
- 1.749.604 el 1881
- 1.896.803 el 1891
- 2.010.256 el 1901

Estava dividit en els següents thasils:
- Balliguda (de fet agència de Balliguda)
- Ramagiri (amb l'agència de Ramagiri)
- Udayagiri (amb l'agència d'Udayagiri)
- Goomsur
- Surada (amb l'agència de Surada)
- Aska
- Ganjam
- Purushottapur
- Berhampur
- Ichchapuram
- Sompeta (amb l'agència de Sompeta)
- Chicacole
- Narasannapeta
- Parla Kimedi o Parlakimedi (amb l'agència de Parla Kimedi)
- Tekkali

Les ciutats principals i municipalitats eren Berhampur, Chicacole i Parlakimedi. El tahsil de Ganjam amb 790 km² i 95.882 habitants (1901) repartits en 324 pobles tenia per capital a Chhatrapur o Chatrapur que també ho era del districte (Ganjam fou capital fins al 1815). Hi havia quatre zamindaris.
El 1950 el districte va perdre una part quan es va formar el districte de Srikakulam amb les talukes de Srikakulam i Tekkali (que eren de Ganjam) i la de Palakonda que era del districte de Visakhapatnam. El 1992 Paralakhemundi (Parla Kimedi), Kasinagar, Ramagiri i Udayagiri foren separades de Ganjam per formar el districte de Gajapati. La capital va passar el 1815 de Ganjam a Berhampur i ja sota l'Índia independent, a Gopalpur, fins que definitivament es va establir a Chhatrapur.